# 小山富見男
小山 富見男（こやま ふみお、1952年 - 2025年3月）は、鳥取県で地理教育や歴史教育に従事し、鳥取敬愛高等学校校長などを務めた日本の教育者、地域史・郷土史研究者。
鳥取県八頭郡智頭町に生まれる。
明治大学の大学院に学んだ後、1977年に、当時の鳥取家政高等学校の教員となった。同校は、鳥取女子高等学校、鳥取敬愛高等学校と改称を重ねたが、その間、社会科教員として、長く社会部顧問を務めた。後には教頭を経て、2012年に校長に就任し、2016年に校長を退任した。・
新鳥取県史編さん委員（現代部会長）を務め、2017年には、1998年の創設時から会員だった鳥取地域史研究会の会長となった。また、鳥取大学の非常勤講師も務めた。その間、「因州藩（鳥取藩）の戊辰戦争」、「山陰鉄道と鉄道唱歌」、「鳥取県の満蒙開拓」、「占領期の鳥取」など、様々なテーマで講演をおこなった。
日本地図学会は、第7回（平成25年度）の学会賞において、地域調査を通じた地理教育の実践や、鳥取県児童生徒地域地図作品展の取り組みなどを評価し、「教育普及賞」を小山に贈った。

## おもな著書
- 満蒙開拓と鳥取県：大陸への遥かなる夢（鳥取県史ブックレット 7）、鳥取県（鳥取県立公文書館県史編さん室 編）、2011年